# Rob Pruitt

Le "Andy Monument" NYC, créé par Rob Pruitt devant la Factory

Robert "Rob" Pruitt, né le 17 mai 1964, est un artiste contemporain américain.

## Biographie
Rob Pruitt est né en 1964 à Washington. En 1991 il vit avec Lily Van der Stokker à New York.

## Œuvre
- Picnic, 2017, acrylique et paillettes sur toile, 96 x 72 cm, Air de Paris, Paris[2].

## Expositions

### Personnelles
- 1990, Gallery, New York[1]
- 1991, Daniel Buchholz, Cologne[1]
- 2002, 2011, Air de Paris, Paris[1]

### Collectives
- 1989, American Fine Arts, New York[1]
- villa Arson, Nice[1]
- 2010, Fresh Hell, Palais de Tokyo, Paris[1]